# Krivaja (Berek)
Krivaja is een plaats in de gemeente Berek in de Kroatische provincie Bjelovar-Bilogora. De plaats telt 70 inwoners (2001).